# Steven So'oialo
Steven So'oialo (Apia, 11 maggio 1977) è un rugbista a 15 samoano, che milita dal 2004 nel ruolo di mediano di mischia nell’Harlequin F. C., squadra militante nella Guinness Premiership, il campionato inglese di vertice.

## Carriera
Cresciuto rugbysticamente nelle Samoa, ha debuttato con l'Orrell, una squadra di Manchester, per poi passare nel 2004 agli Harlequins, dove milita tuttora. Dal 1998 fa parte della nazionale samoana, con la quale ha raccolto sinora 38 presenze realizzando 25 punti.
Dal 2004 in avanti, conta anche due apparizioni con la rappresentativa delle Isole del Pacifico.
Ha partecipato anche ad alcuni importanti eventi, tra cui i Mondiali del 1999 in Galles, quelli del 2003 in Australia e quelli del 2007 in Francia.
È il fratello maggiore di Rodney So'oialo, giocatore militante negli All Blacks e negli Hurricanes.